# 坤帖木兒
坤帖木兒（转写：Gün temür，又译作琨特穆尔，突厥译名突兰帖木尔，1384年—1402年），第21代蒙古大汗。号托歡可汗（羅馬化：Toγoγan qaγan，或译为“脱古罕可汗”），1399年—1402年在位，在位4年。
《蒙古源流》认为他是額勒伯克长子，但是波斯文《传记之友》等书说从他开始汗位再次落入成吉思汗其他子孙手中。不少学者认为他是阿里不哥子孙。

## 生平
建文元年（1399年），瓦刺首領烏格齊哈什哈攻殺了大汗額勒伯克。同年（也有說第二年即1400年），烏格齊哈什哈立坤帖木兒繼位。
建文二年二月十八日（1400年3月13日），韃靼即將侵擾明朝邊境，燕王朱棣因而同時向坤帖木兒與烏格齊哈什哈致書，曉以禍福。建文三年十一月二十七日（1401年12月31日），坤帖木兒向明朝派遣使者通好。
建文四年（1402年），坤帖木兒被鬼力赤所殺。《明史》記載鬼力赤去大元國號，稱可汗，然而蒙古史学家认为这仅是明朝对四卫拉特（瓦剌）和蒙古本部（鞑靼）分离的误会，大元国号和汉制的取消在也速迭儿时就已经完成。

### 引用
1. ↑  薩岡.  （中文）. 額勒伯克汗之長子琨特穆爾，丁巳年生，歲次庚辰年，二十四歲即位，在位三年，歲次壬午年，二十六歲歿，無子。
2. ↑  《突厥系谱》简写英译本第219页：
3. ↑  见色道尔吉译《蒙古黄金史》
4. ↑  罗卜藏丹津. . : 321  [2022-08-15]. （原始内容存档于2022-08-15）.
5. ↑  白翠琴. . 中華人民共和國: 廣西師範大學出版社. 2006年12月1日: 第233頁. ISBN 9787563363483. （原始内容存档于2022年5月31日） （中文）. 建文元年（1399），瓦刺首領克阿古特（一說即土爾扈特）的烏格齊哈什哈（猛可帖木兒）起兵弒額勒伯克汗。
6. ↑  楊士奇.  （中文）. 癸丑，諜報胡寇將侵邊，上遣書諭韃靼可汗坤帖木兒，並諭瓦剌王猛哥帖木兒等，曉以禍福。
7. ↑  楊士奇.  （中文）. 辛亥，韃靼可汗遣使來輸款。
8. ↑  張廷玉.  （中文）. 而敵自脫古思帖木兒後，部帥紛拏，五傳至坤帖木兒，咸被弒，不復知帝號。有鬼力赤者篡立，稱可汗，去國號，遂稱韃靼云。
9. ↑  薄音湖. . 《内蒙古大学学报（哲社版）》 (内蒙古大学蒙古史研究所). 1994, (1).